# شمالدی-سای (شهرستان نوکند)
شمالدی-سای (به لاتین: Shamaldy-Say) یک منطقهٔ مسکونی در قرقیزستان است که در شهرستان نوکند واقع شده‌است. شمالدی-سای ۶٬۵۲۶ نفر جمعیت دارد.